# Sed
 Denne artikel omhandler computerprogrammet. Opslagsordet har også en anden betydning, se Sozialistische Einheitspartei Deutschlands.
sed (Stream EDitor) er et Unix-program, der parser tekst og implementerer et programmeringssprog, som kan transformere tekst. sed læser sekventielt input linje for linje, udfører en operation, der er blevet specificeret via kommandolinjen eller et sed script, og returnerer den modificerede linje. sed blev udviklet i perioden 1973-74 af Lee E. McMahon fra Bell Labs, og er i dag tilgængeligt på de fleste operativsystemer, f.eks. i form af GNU sed.